# Элисашвили, Алеко
Александр (Алеко) Элисашви́ли (груз. ალექსანდრე (ალეკო) ელისაშვილი; род. 17 января 1978, Тбилиси) — грузинский политический деятель.

## Биография
Работал журналистом на радио «Свобода», а также в изданиях Грузии: ТВ Кавказ, Тв Маэстро, 9 канал.
В 2014 году Алеко Элисашвили стал депутатом сакребуло Тбилиси, победив на выборах в одномандатном округе Сабуртало как независимый кандидат.
В октябре 2017 года был кандидатом на выборах мэра Тбилиси, баллотировался как независимый кандидат. За три недели до выборов заявил, что намерен раньше срока покинуть пост депутата сакребуло Тбилиси. По итогам  выборов, состоявшихся в субботу 21 октября 2017 года, занял второе место с 69 803 голосами (17,4 %), уступив Кахе Каладзе от партии «Грузинская мечта».
По итогам состоявшихся 31 октября 2020 года выборов в парламента Грузии был избран депутатом по партийному списку блока: «Алеко Элисашвили — Граждане». Список получил 1,33 % голосов и 2 места в парламенте Грузии.
В марте 2022 года он заявил, что присоединился к интернациональному легиону добровольцев, воюющих против России на Украине. Но уже через месяц сообщил, что возвращается на родину.
15 апреля 2024 года Элисашвили ударил лидера большинства Мамуку Мдинарадзе во время заседания парламента по поводу законопроекта об «иностранных агентах», против которого выступают оппозиционные партии и Европейский союз.